# Sapato de ferro
O sapato de ferro consistia em um item de armadura para a proteção dos pés, em especial do peito dos pés. Era confeccionado a partir de um certo número de pequenas chapas de ferro sobrepostas e encaixadas pelo mesmo estratagema como eram as demais restantes do conjunto de armadura. Todavia, apesar do nome, o uso do sapato de ferro era como uma cobertura, ou seja, era posto sobre o sapato comum do cavaleiro.

## Referência
- COIMBRA, Álvaro da Veiga, Noções de Numismática. SP. Secção Gráfica da Faculdade de Filosofia, Ciências e Letras da Universidade de São Paulo, 1965.